# نیوآرک شرقی، نیوجرسی
نیوآرک شرقی (به انگلیسی: East Newark) شهری در ایالت نیوجرسی کشور ایالات متحده آمریکا است که جمعیت آن در سرشماری سال ۲۰۱۰ میلادی، ۲٬۴۰۶ نفر بوده‌است.